# Jo (serie televisiva)
Jo è una serie televisiva francese creata da René Balcer e trasmessa sul network francese TF1 dal 25 aprile 2013.
In Italia la serie ha debuttato in prima visione mondiale il 17 gennaio 2013 sul canale satellitare Fox Crime. La serie non è stata confermata per una seconda stagione, venendo bensì cancellata al termine della prima.

## Trama
La storia racconta il lavoro del detective della squadra omicidi di Parigi Joachim Saint-Clair, detto "Jo", uomo dal carattere risoluto e dai modi bruschi, ma dotato di grandi capacità intellettive, utili a risolvere i casi di omicidio che minacciano la capitale. Per le sue indagini si avvale della collaborazione del giovane investigatore Marc Bayard e di Karin, una suora laica che gli offre preziosi consigli. Alle vicende investigative si affiancano anche quelle personali del tormentato poliziotto.

## Episodi
| Stagione       | Episodi | Prima TV Francia | Prima TV Italia |
| -------------- | ------- | ---------------- | --------------- |
| Prima stagione | 8       | 2013             | 2013            |